# رونالد ك. براون
رونالد ك. براون (بالإنجليزية: Ronald K. Brown)‏ هو مصمم رقص أمريكي، ولد في 18 يوليو 1966 في بيدفورد ستايفسانت ‏ في الولايات المتحدة.